# Vanessa Boubryemm
Vanessa Boubryemm (ur. 16 stycznia 1982) – francuska zapaśniczka w stylu wolnym. Olimpijka z Pekinu 2008, gdzie zajęła siódme miejsce w kategorii 48 kg.
Zdobyła dwa medale na mistrzostwach świata, srebro w 2005 i brąz w 2008. Trzykrotna medalistka mistrzostw Europy, złoto w 2006. Złoty medal na igrzyskach śródziemnomorskich w 2001. Trzecia w Pucharze Świata w 2005 i ósma w 2011. Mistrzyni świata juniorów w 2001 roku.